# Bader (Künstlerfamilie)

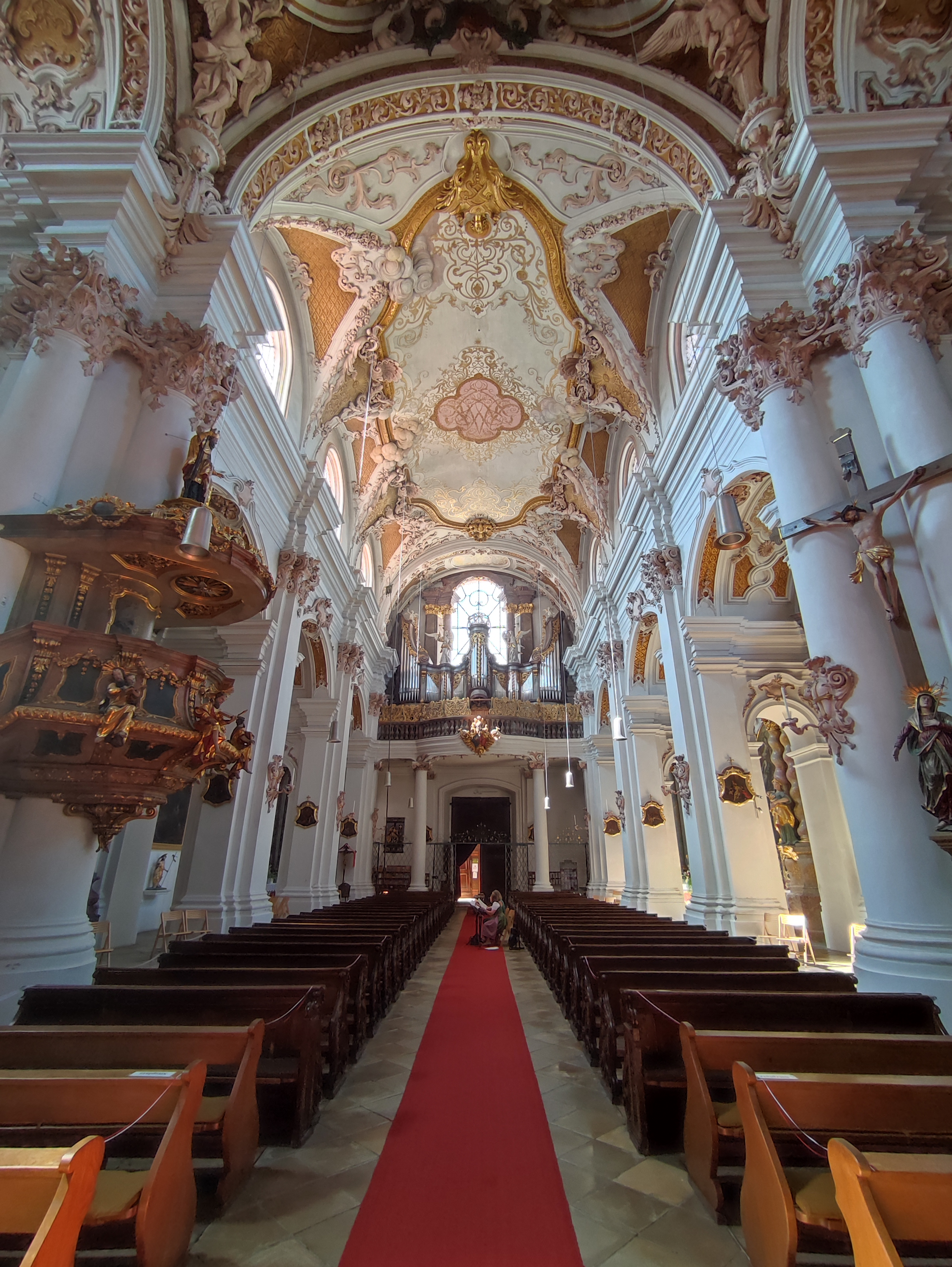
Innenansicht der Stiftskirche Rohr in Niederbayern. Baumeister und Stuckateur war Joseph Bader, Teil der Wessobrunner Schule

Die Bader (auch Baader oder Pader) waren eine Künstlerfamilie, zu der mehr als 10 namentlich bekannte Stuckateure der Wessobrunner Schule gehören. Im 17. und 18. Jahrhundert waren sie am Bau von zahlreichen Kirchen zwischen Bodensee und Donau beteiligt, zum Teil in Mitarbeit mit der Künstlerfamilie Schmuzer oder mit Egid Quirin Asam. Ihre Werke sind dem Barock zuzuordnen.

## Übersicht
Die Stuckatoren Bader stammen aus Wessobrunn und dessen Ortsteil Haid. Sie prägten mit anderen Wessobrunner Stuckateuren über Jahrzehnte den Wessobrunner Stil im süddeutschen Raum. Die Spezialisierung auf das Maurerhandwerk fand in Wessobrunn bereits im 16. Jahrhundert statt. Dort findet sich bereits im Jahre 1556 der Maurer Augustin Bader, der älteste bekannte Bader aus Wessobrunn. Es ist zu vermuten, dass die meisten späteren Bader auf die Familie von Augustin Bader zurückgehen.
Ende des 16. Jahrhunderts brachte nach heutigem Wissensstand Augustin Üblher („Yblher“,„Übelhör“ usw.) den italienischen Stuck aus Mantua in das kleine Dorf Wessobrunn. Viele Maurer-Familien, darunter auch die Bader, wurden daraufhin Spezialisten für Stuck in sakralen Bauten.
Als Baumeister und Stuckateure verließen über Jahrhunderte mehrere Generationen mit dem Namen Bader den Ort Wessobrunn, um andernorts als Kirchenbauer und -ausstatter zu arbeiten.
- Der erste Bader-Zweig, der Wessobrunn verließ, ging spätestens 1587 unter Jakob Bader († 1607) nach München.
- Ein zweiter Zweig findet sich zu Beginn des 17. Jahrhunderts in Landshut.
- Der dritte Zweig bestand um die Brüder Joseph und Simon Bader in Rohr in Niederbayern (ab 1690).
- Ein vierter, in den Westen orientierter Zweig ist um Thomas und Abraham Bader († in Mindelheim) auszumachen (um 1700).
- Der fünfte Zweig wurde von Constantin Bader begründet, der ins Dachauer Land migrierte.

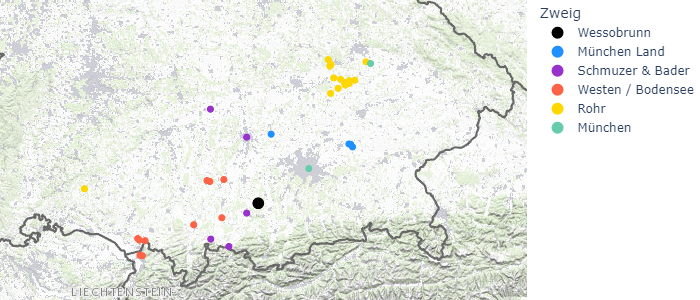
Übersicht sämtlicher Wirkungsstätten der Stuckateurs- und Baumeister-Familie Bader. Die einzelnen Orte werden nach Familien-Zweig (siehe Haupttext) und Kooperationen (bei Schmuzer & Bader) unterschieden.

## Die Bader in der „Stuck-Kompanie“ von Johann Schmuzer

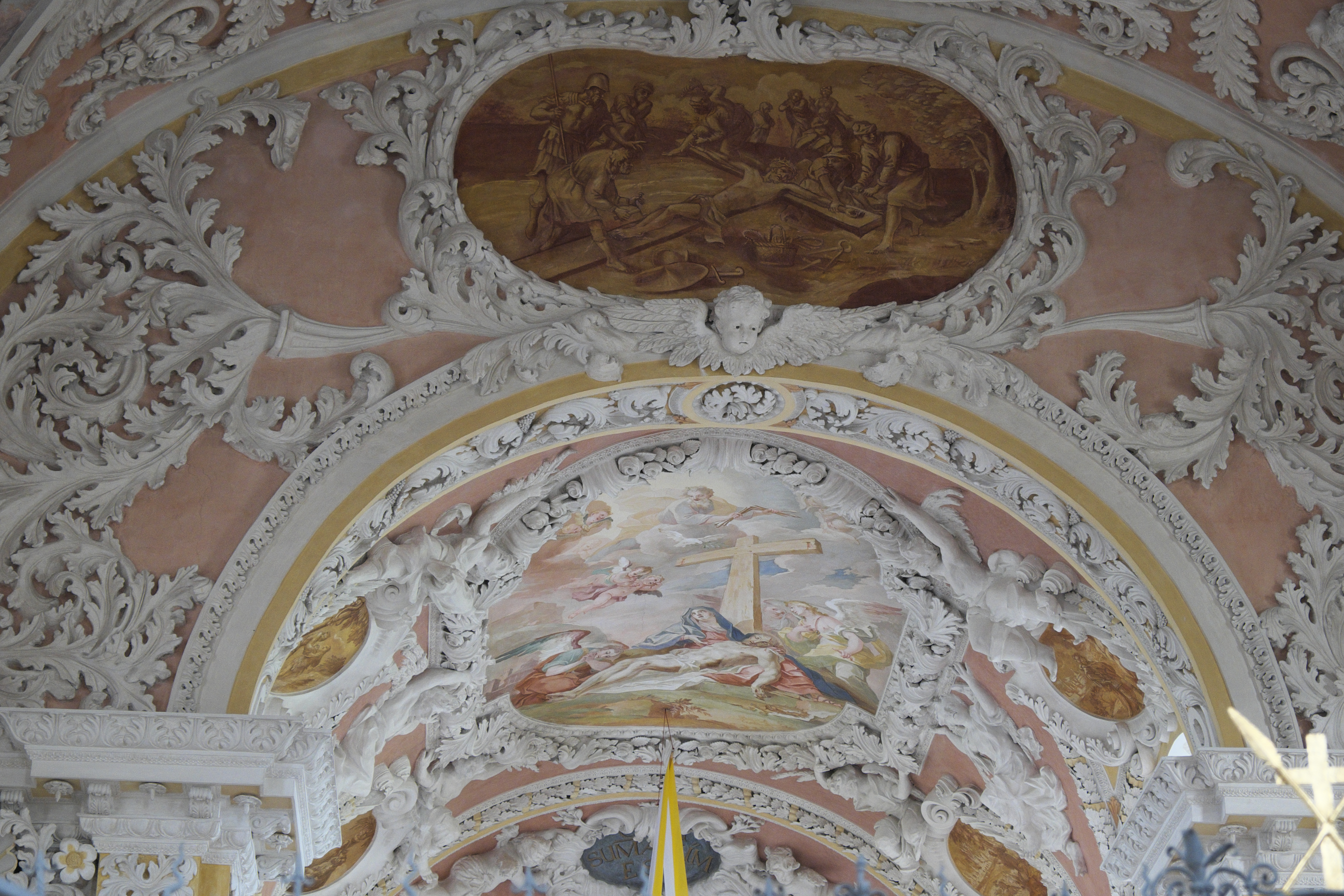
Beispiel für die Stuckarbeiten unter Johann Schmuzer, hier in Vilgertshofen (1687)

Der Wessobrunner Stuckateur Johann Schmuzer (1642–1701) gilt als einer der wichtigsten Vertreter, wenn nicht der Begründer der Wessobrunner Schule. In mehr als 100 Kirchen oder weltlichen Bauwerken sind seine Stuckarbeiten zu finden. Schmuzer arbeitete jedoch nicht allein. Vielmehr führte er eine regelrechte „Stuck-Kompanie“ an, die er über viele Baustellen gleichzeitig verteilen konnte. In diesen kleinen Mannschaften fanden sich fast ausschließlich Wessobrunner Stuckateure, darunter zahlreiche Bader.
Für den Kirchenbau in Nesselwang (um 1683) fungierte der Stuckateur und Maurer Rasso Bader (* 1632) als Baustellen-Leiter, unterstützt durch Rassos Sohn Konrad (* 1659). Rassos anderer Sohn Simon Bader (* 1651) arbeitete mit Schmuzer an mehreren Projekten (siehe unten).
Georg Bader aus Prendt bei Haid und sein Sohn Thomas (* 1647), sowie Hanns Bader aus Haid und später vermutlich sein Sohn Matthias (* 1669) sind Teil der Schmuzerschen „Stuck-Kompanie“. Georg Bader wurde 1680 beim Bau von St. Benno (Türkheim) eingesetzt. Thomas Schmuzer war 1701 Parlier bei Stuckarbeiten im Fridolinsmünster (Säckingen). Hanns Bader unterstützte Schmuzer in Nesselwang (1683).
Dieser Wessobrunner Zirkel um Johann Schmuzer war der Ausgangspunkt für zwei Bader-Zweige, die ihre Heimat verließen und in anderen Regionen Süddeutschlands heimisch wurden. In ihrer neuen Umgebung ergriffen sie eigenständig Projekte, leiteten den Bau von Kirchen oder statteten Gebäude mit Stuck aus. Diese zwei Zweige sind einerseits die Bader-Brüder in Rohr in Niederbayern und andererseits Thomas und Abraham Bader im Westen (Bodenseeregion).

## Joseph und Simon Bader
Joseph Bader (1666-1721) und sein älterer Bruder Simon Bader (1651-1716) wurden als Söhne des Stuckateurs und Baumeisters Rasso Bader und seiner Frau Anna Huetter in Wessobrunn geboren. Simon Bader war zunächst westlich des Lechs als Stuckateur tätig: 1687 in Füssen, Augsburg und Dillingen, 1690 in Schongau. Die Aufträge führte er dabei in Zusammenarbeit mit Johann Schmuzer aus.
In den 1690er Jahren wurden beide, Joseph und Simon Bader, vom Stiftspropst Patritius von Heydon nach Rohr in Niederbayern berufen. In ihren Schaffenszeit in Niederbayern waren Joseph und Simon Bader für den Bau und Umbau einer Vielzahl von Kirchen verantwortlich.
Dabei übernahm immer mehr Joseph Bader die Führungsrolle. Simon Bader blieb der Spezialist für ganz besondere Stuckarbeiten- Der unverkennbare Wessobrunner Stil der Bader-Stuckarbeiten zieht sich durch die Innenausstattung der von ihnen gebauten und gestalteten Kirchen in:
- Laaber (1700–1710)
- Laaberberg (1703–1711)
- Obereulenbach (1712)
- Allersdorf (1712–1715)
- Weltenburg (1716)
- Essing (1717)
- Rohr (1696–1725)

Über ihren beruflichen Einfluss hinaus gingen die Bader bleibende Verbindungen in Rohr ein: Joseph Bader ehelichte dort im Jahr 1695 Ursula Änderl, die Tochter eines ortsansässigen Brauers und Ratsherren. Nach seinem Tod führten seine Söhne Simon und Martin sowie sein Neffe Joseph d. Jüngere seine Arbeiten in Rohr und Umgebung fort.
Unter den Werken der Bader in Niederbayern sticht besonders die Stiftskirche Rohr (ab 1696) heraus. Deren Bau leitete Joseph Bader als Baumeister zusammen mit dem ebenfalls engagierten jungen Egid Quirin Asam (* 1692), um „alles zu dirigieren“, wie der Rohrer Chronist Bonzano schreibt. Wohl nach Vorgaben von Probst Patritius von Heydon plante Joseph Bader die Kirche im Stil der der Römischen Sant’Andrea della Valle. Seine bautechnische Leistung wird in Fachkreisen als „bemerkenswert“ charakterisiert.
Der junge Egid Quirin Asam galt längere Zeit als einziger „Erbauer“ der Kirche, was inzwischen nahezu widerlegt ist, siehe Felix Mader (1922), Norbert Lieb (1953), und Pius Bieri (2019). Baders Rolle wurde in der Vergangenheit verkannt - wohl auch um den Mythos Asam weiter zu befeuern. Es weist nach heutigem Stand vieles darauf hin, dass der Stiftprobst die Planung und Ausführung einem Gespann aus einem erfahrenen Baumeister – Joseph Bader, unterstützt durch seinen Bruder Simon – und dem hochtalentierten, aber unerfahrenen Egid Quirin übertragen hatte. Es ist deshalb anzunehmen, dass Egid Quirin (bei der Grundsteinlegung 24 Jahre alt) in einer beratenden Funktion bei der Planung tätig war und immer stärker in das Projekt eingebunden wurde. Die Kirche in Rohr ist also ein aus einer Kooperation entstandenes Werk, das von der Strahlkraft von Asam lebt, auch deshalb, da der nunmehr 30-jährige Egid Quirin Asam die Kirche im Jahre 1722/1723 mit einem meisterhaften Hochaltar ausstattete.
Auf den Bau der Kirche folgte in den kommenden Jahrzehnten die Neugestaltung des Klosters Rohr im Stile des Rokoko. Die Arbeiten daran übernahm in planender und ausführender Funktion Martin Bader (1704–1755), Sohn von Joseph Bader d. Ä. Unter seiner Expertise wurde in Weltenburg und Pürkwang gebaut, es entstand auch die Stephanskirche in Staubing (1750).
Auch Simon Baders Nachkomme, Joseph d. Jüngere, wurde Stuckateur und Baumeister. Er baute mit seinem Cousin Martin an der Kirche in Pürkwang und arbeitete mit Egid Quirin Asam als ausführender Künstler an Stuckarbeiten im Schloss von Alteglofsheim („Asam-Salettl“, 1727–1730).

## Bader in München und im Münchner Umland
- Erste Welle:
  - Jakob Bader († 1607)
  - Isaak Bader († 1635), Baumeister und Stuckateur
  - Georg Joseph Bader (Altar in Langenerling)
  - Johann Georg Bader (Theatinerkloster, München, 1714)

- Zweite Welle (Dachau, Erding):
  - Constantin Bader, Stuckateur (Dachauer Land)
  - Alexius Pader, Stuckateur (Soyen, 1712), Großneffe von Constantin Bader
  - Johann Anton Pader, „Meister von Oppolding“, Sohn von Alexius Pader aus Dorfen[20]

## Bader im Westen
Die Stuckatoren Thomas Bader (* 1656) und sein Sohn Abraham Baader kamen beide in Wessobrunn zur Welt, orientierten sich aber Zeit ihres Lebens in den Westen.
So gilt als sicher, dass der aus Haid bei Wessobrunn stammende Thomas Bader zwischen 1698 und 1701 bei der Stuckierung des Fridolinsmünsters mitwirkte.
Aus der am 20. Juli 1689 in Wessobrunn geschlossenen Ehe mit Elisabeth Feuchtmayr entstammte der Sohn Abraham Bader (* 18. Oktober 1695), der als Baumeister und Stuckateur in Vorarlberg und am Bodensee wirkte.